# (9302) 1985 TB3
1985 تي بي 3 (ويعرف أيضًا باسم (9302) 1985 تي بي 3 وفق تسمية الكوكب الصغير) (بالإنجليزية: 1985 TB3)‏ هو كويكب ضمن حزام الكويكبات؛ وترتيبه 9302 من حيث الاكتشاف.
اكتُشف هذا الجُرم الفلكي بواسطة بول وايلد في 12 أكتوبر 1985.

## وصلات خارجية
- (9302) 1985 TB3 في قاعدة بيانات مختبر الدفع النفاث لأجرام النظام الشمسي الصغيرة

- الاكتشاف · مخطط المدار ·  العناصر المدارية · المعلمات المادية

- (9302) 1985 TB3 على موقع ويكي سكاي: DSS2, SDSS, GALEX, IRAS, Hydrogen α, X-Ray, Astrophoto, Sky Map, Articles and images